# Ephippiocarpa
Ephippiocarpa là chi thực vật có hoa trong họ Apocynaceae.